# 福村
福村（ふくむら）は、大阪府西成郡にあった村。現在の大阪市西淀川区福町におおむね該当する。

## 地理
- 淀川

## 歴史
- 寛文年間 - 西成郡酉島新田が開発される。
- 天保年間 - 酉島新田が本酉島新田、北酉島新田、南酉島新田に分村。
- 1889年（明治22年）4月1日 - 町村制施行により、西成郡福村、南酉島新田が合併して福村が発足。大字福に村役場を設置。
  - 同時に本酉島新田・北酉島新田は川北村の大字となる。
- 1910年（明治43年） - 大字南酉島新田を南酉島に改称。
- 1925年（大正14年）4月1日 - 大阪市に編入され、西淀川区福町、南島町となる。
- 1951年（昭和26年） - 東福町、西福町の新町名が起立。
- 1972年（昭和47年） - 福町の現行住居表示を実施。

## 交通

### 鉄道路線
- 阪神電気鉄道
  - 伝法線（現・阪神なんば線）
    - 福駅